# Arte dell'Agnolo
L'Arte dell'Agnolo fu per un breve periodo una delle numerose corporazioni medievali attive in Firenze, che raccoglieva tutte le attività meno retribuite del processo produttivo della lana.

## Storia
Sorta sotto il governo dispotico del Duca di Atene, nacque per raggruppare, e quindi offrire tutela, a tutti quei lavoratori esclusi dalle altre Arti: i "lanini" (operai nella produzione laniera), "istamaioli" (produttori o rivenditori dello stame, la fibra grezza di miglior qualità di lana), garzoni di tintoria o di tiratoio, rivenditori, "isceglitori", "divettini" (battitori della lana, per togliere le impurità), "iscarichini" (facchini), e tessitori. 
Il loro protettore era l'"Agnolo", cioè san Michele Arcangelo, che con la spada e la bilancia era simbolo di giustizia ed equità. L'Arte dell'Agnolo fu cancellata appena il Duca fu cacciato (1343), ma la sua memoria rimase viva soprattutto dove vivevano e lavoravano questi ceti umili, in particolare nel quartiere di Santa Croce, dove esiste la via dell'Agnolo.